# تیم ملی فوتبال زیر ۲۱ سال کرواسی
تیم ملی فوتبال زیر ۲۱ سال کرواسی یا تیم ملی فوتبال جوانان کرواسی، نماینده کشور کرواسی در مسابقات فوتبال جوانان اروپا و جهان است که زیر نظر فدراسیون فوتبال کرواسی فعالیت می‌کند.